# Gegharkunik
Gegharkunik (arménsky Գեղարքունիք) je provincie v Arménii. Nachází se na východě země. Na východě hraničí s Ázerbájdžánem. Její hlavní město je Gavar, má rozlohu 5 348 km² a v roce 2002 měla 215 371 obyvatel. Jde o rozlohou největší provincii Arménie. Na jejím území se nachází největší jezero Arménie Sevan.